# Big River (Kalifornia)
Big River – census-designated place w stanie Kalifornia, w południowo-wschodnim krańcu hrabstwa San Bernardino. Liczba mieszkańców 1327 (2010).
Big River leży na pustyni Mojave, na zachodnim brzegu rzeki Kolorado, ok. 6 km na południe od osady Earp.